# First Stop
 (avril 2019).
First Stop est un réseau de centres autos européen, basé en Belgique au siège du manufacturier Bridgestone, avec près de 2 000 points de vente dans 23 pays, dont 280 centres en France.

## Historique
Le réseau a été créé en 1994 avec un premier centre au Royaume-Uni. First Stop est une filiale de Bridgestone.
En 1998, le réseau First Stop est présent dans huit pays et totalise 100 points de vente. 
First Stop France est né officiellement en 2006 avec l'intégration de 187 adhérents totalement indépendants et 110 adhérents émanant du réseau Métifiot. 